# Arii (Lugi)
Gli Arii erano, secondo lo storico romano Tacito, una tribù germanica dell'attuale Polonia, parte della macro-popolazione dei Lugi. Nella Germania di Tacito è descritto che vestivano di nero, il loro scudo era cupo e i loro attacchi tenebrosi poiché assalivano di notte.
Si insediarono nella Slesia tra la città polacche Katowice, Kielce, Cracovia e Radomsko.
Probabilmente gli Arii corrispondevano agli Asdingi o ai Victovali.

## Organizzazione militare
Gli Arii, oltre ad aver forze superiori a molte delle genti dei Lugi, accrescevano il loro truce aspetto e la loro naturale ferocia con la scelta del momento in cui combattere. Portavano gli scudi neri. Si tingevano il corpo e sceglievano per dare battaglia, notti di tenebra. Essi incutevano il terrore nel nemico con l'apparire come neri fantasmi, in quanto secondo Tacito «nessun nemico poteva reggere a quella straordinaria e quasi infernale visione».